# Liste der Biografien/Frin
Liste der Biografien |
Portal Biografien |
Personensuche
# |
A |
B |
C |
D |
E |
F |
G |
H |
I |
J |
K |
L |
M |
N |
O |
P |
Q |
R |
S |
T |
U |
V |
W |
X |
Y |
Z |
?
 
Fa |
Fe |
Ff |
Fh |
Fi |
Fj |
Fk |
Fl |
Fm |
Fn |
Fo |
Fr |
Ft |
Fu |
Fy
 
Fra |
Frc |
Fre |
Frg |
Fri |
Frk |
Frl |
Fro |
Fru |
Fry
 
Fria |
Frib |
Fric |
Frid |
Frie |
Frig |
Frih |
Frii |
Frij |
Frik |
Fril |
Frim |
Frin |
Frio |
Frip |
Frir |
Fris |
Frit |
Friv |
Friz
Die Liste der Biografien führt alle Personen auf, die in der deutschsprachigen Wikipedia einen Artikel haben. Dieses ist eine Teilliste mit 40 Einträgen von Personen, deren Namen mit den Buchstaben „Frin“ beginnt.

## Frin

### Frind
- Frind, Anni (1900–1987), deutsche Sängerin
- Frind, Anton (1823–1881), Bischof von Leitmeritz
- Frind, August (1852–1924), deutsch-böhmischer Lithograf, Schriftsteller, Illustrator und Kunstmaler
- Frind, Robert (* 1963), österreichischer Fußballspieler und -trainer
- Frind, Wenzel Anton (1843–1932), deutsch-böhmischer Theologe, Kirchenhistoriker und Weihbischof von Prag
- Frindall, Bill (1939–2009), englischer Cricketscorer und -statistiker
- Frindte, Wolfgang (* 1951), deutscher Psychologe und Kommunikationswissenschaftler

### Fring
- Fring, Konstantin (* 1990), deutscher Fußballspieler
- Fringeli, Albin (1899–1993), Schweizer Dichter und Autor
- Fringeli, Dieter (1942–1999), Schweizer Germanist, Literaturkritiker und Schriftsteller
- Fringer, André (* 1973), deutscher Krankenpfleger, Pflegewissenschaftler, und Autor
- Fringer, Rolf (* 1957), österreichischer Fußballtrainer
- Frings, Alfons (1893–1968), deutscher Kaufmann und Kommunalpolitiker (CDU)
- Frings, Andreas (* 1975), deutscher Osteuropahistoriker und Hochschullehrer
- Frings, Bernhard (* 1964), deutscher Historiker
- Frings, Elmar (1939–2002), deutscher Moderner Fünfkämpfer
- Frings, Heinrich (1885–1946), deutscher Reichsgerichtsrat
- Frings, Josef (1887–1978), deutscher Geistlicher, Erzbischof von Köln und KardinalJosef Frings (1887–1978)

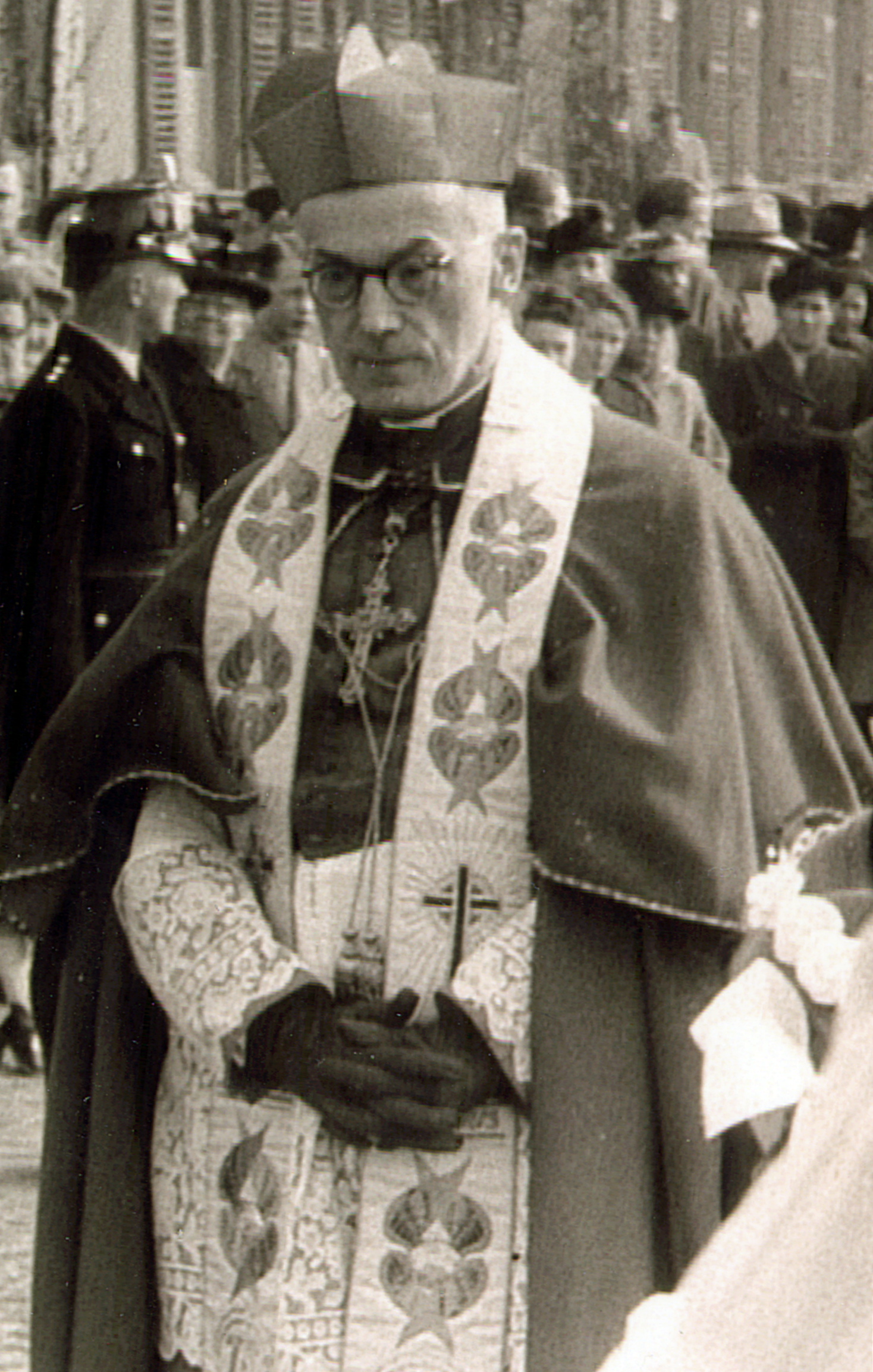
Josef Frings (1887–1978)

- Frings, Joseph (1860–1901), preußischer Landrat des Kreis Saarburg
- Frings, Ketti (1909–1981), US-amerikanische Dramatikerin und Drehbuchautorin
- Frings, Klaus (1936–1968), deutscher Pressefotograf
- Frings, Kurt (1908–1991), deutsch-amerikanischer Boxer und Künstleragent
- Frings, Marc (* 1981), designierter Generalsekretär des Zentralkomitees der deutschen Katholiken
- Frings, Matthias (* 1953), deutscher Journalist, Fernsehmoderator, Schriftsteller und Übersetzer
- Frings, Michael (1795–1872), deutscher Kaufmann und preußischer Politiker
- Frings, Michael (* 1949), deutscher Jurist und Hochschullehrer
- Frings, Theodor (1886–1968), Germanist und Sprachwissenschaftler
- Frings, Thomas (* 1960), katholischer Priester
- Frings, Torsten (* 1976), deutscher FußballspielerTorsten Frings (* 1976)

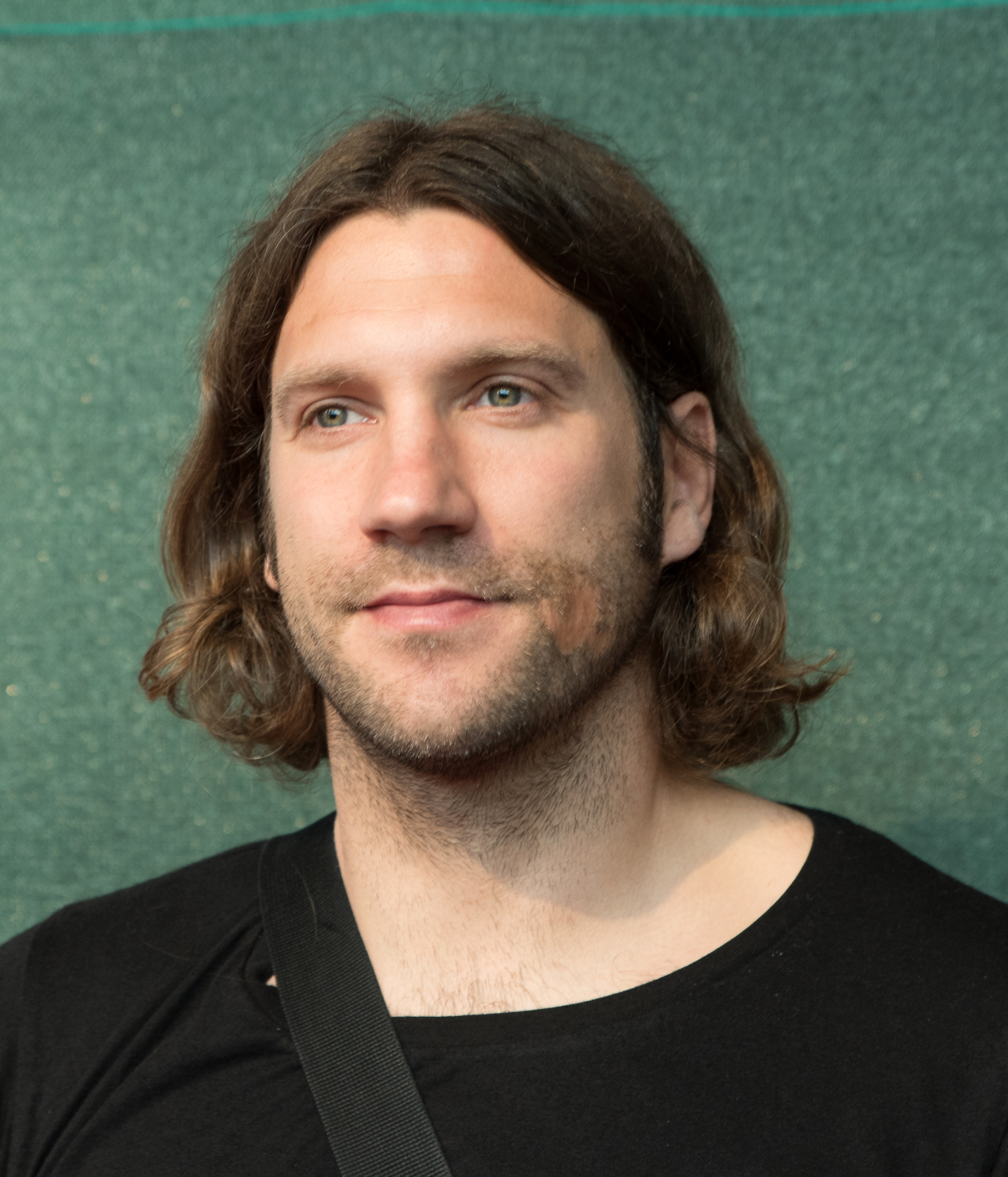
Torsten Frings (* 1976)

### Frink
- Frink, Elisabeth (1930–1993), britische Bildhauerin und Grafikerin
- Frink, Horace Westlake (1883–1936), US-amerikanischer Psychiater und Psychoanalytiker
- Frink, Laurie (1951–2013), US-amerikanische Jazzmusikerin und Musikpädagogin
- Frink, Orrin (1901–1988), US-amerikanischer Mathematiker

### Frino
- Frinolli, Roberto (* 1940), italienischer Hürdenläufer
- Frinowski, Michail Petrowitsch (1898–1940), Funktionär des sowjetischen Innenministeriums NKWD und Volkskommissar der sowjetischen Kriegsflotte

### Frint
- Frint, Jakob (1766–1834), österreichischer Theologe und Bischof
- Frinton, Freddie (1909–1968), englischer Komiker
- Frintová, Vendula (* 1983), tschechische Triathletin
- Frintrop, Max (* 1982), deutscher Maler
- Frîntu, Rodica (* 1960), rumänische Ruderin